# Acanthovalgus furcifer
Acanthovalgus furcifer är en skalbaggsart som beskrevs av John Obadiah Westwood 1878. Acanthovalgus furcifer ingår i släktet Acanthovalgus och familjen Cetoniidae. Inga underarter finns listade i Catalogue of Life.